# Августиновка
Августи́новка (укр. Августи́нівка) — село,
Августиновский сельский совет,
Запорожский район,
Запорожская область,
Украина.
Код КОАТУУ — 2322180401. Население по переписи 2001 года составляло 1017 человек.
Является административным центром Августиновского сельского совета, в который, кроме того, входят посёлок
Отрадное, сёла
Ивангород,
Лемешинское,
Приветное,
Свитанок и
Новоселище.

## Географическое положение
Село Августиновка находится в 4-х км от правого берега реки Днепр,
на расстоянии в 0,5 км от сёл Крыловское и Новоселище.

## История
- В окрестностях села Августиновка обнаружены две палеолитические стоянки (свыше 15 и 40 тыс. лет тому назад), исследован могильник и найдены 3 клада эпохи поздней бронзы (1 тысячелетие до н. э.). Найдена ольвийская монета (V—IV в. до н. э.) с изображением бога Борисфена. Исследованы поселение и могильник Черняховской культуры (II—IV в. н. э.).
- 1919 год — дата основания как село Игнатьевка.
- В 1929 году переименовано в село Августиновка, когда сюда переселились 153 семейства из Августиновки, затопленной в связи со строительством ДнепроГЭС им. Ленина.

## Объекты социальной сферы
- Школа.
- Детский сад.
- Фельдшерско-акушерский пункт.
- Аптека

## Достопримечательности
- Братская могила советских воинов.